# Ambra Gutierrez
Ambra Battilana Gutierrez (* 15. Mai 1992 in Turin, Italien) ist ein italienisches Model. Sie war Miss Piemont 2010 und im selben Jahr Finalistin bei der Wahl zur Miss Italien.

## Leben

### 2010–2014
Am 22. August 2010 war sie bei einer jener berüchtigten Bunga-Bunga-Partys zugegen, die in der Villa San Martino des damaligen italienischen Ministerpräsidenten Silvio Berlusconi in Arcore stattfanden. Sie war zuvor bei einem Schönheitswettbewerb entdeckt worden, und ihr war gesagt worden, dass sie bei einem Partybesuch garantiert einen gut bezahlten Job als Wetteransagerin ergattern könne. Sobald sie bemerkte, dass es sich um eine Sex-Party handelte, verließ sie vorzeitig die Veranstaltung. Als freiwillige Zeugin sagte sie im April 2011 bei der italienischen Staatsanwaltschaft aus, was sich dort zugetragen hatte. Im Verlauf des Rubygate-Prozesses bezeichnete der Hausherr Berlusconi die Bunga-Bunga-Partys wiederum als elegante Abendessen, nach denen es im Anschluss bloß harmlose „Burlesque-Spektakel“ gegeben habe. Szenen sexueller Art könne er ausschließen; und überhaupt sei der Ausdruck „Bunga Bunga“ lediglich ein Running gag von ihm gewesen, der sich durch die Presse irgendwann verselbstständigt habe. Berlusconi wurde zwar erstinstanzlich schuldig gesprochen, die nachfolgenden Instanzen erkannten aber auf Freispruch. 
Noch im Februar 2014 behauptete Berlusconi, die Anwältin Patrizia Bugnano habe die Zeuginnen Ambra Battilana und Chiara Danese manipuliert. Die Anwältin klagte daraufhin wegen Verleumdung auf eine halbe Million Euro. Bevor es zu einem Gerichtsprozess kam, leistete er die Zahlung einer Geldsumme in unbekannter Höhe, woraufhin die Klage zurückgezogen und das Verfahren eingestellt wurde.

### 2015–2016
Über Gutierrez wurde umfangreich in den Medien berichtet, nachdem sie angab, dass Harvey Weinstein sie 2015 beim Durchgehen ihres Portfolios begrapscht habe. In derselben Nacht meldete sie den Vorfall bei der Polizei. Als sie am nächsten Tag mit Weinstein sprach, war sie zuvor von der Polizei verdrahtet worden. Die Tonaufnahme wurde 2017 veröffentlicht.
Trotz der belastenden Tonaufnahme entschied der Bezirksstaatsanwalt Cyrus Vance Jr., aus Mangel an Beweisen keine Anklage zu erheben. In den folgenden Monaten erhielt Gutierrez schlechte Presse durch Boulevardmedien, die sich immer wieder auf anonyme Quellen beriefen. Sie bekam daraufhin keine Modelaufträge mehr. Auf Anraten ihres Anwalts unterzeichnete sie schließlich eine 18-seitige Verschwiegenheitsvereinbarung mit Weinstein. Mangels ausreichender Englischkenntnisse verstand sie die in juristischer Fachsprache abgefasste Vereinbarung kaum. Sie unterschrieb, um sich und ihre Familie zu schützen, da ihr niemand zu glauben schien.
Archstone Pictures erwarb 2016 die Filmrechte an ihrer Lebensgeschichte.

### 2017–2018
Als im Oktober 2017 der Weinstein-Skandal öffentlich bekannt wurde, sah sich Gutierrez rehabilitiert.
Im Frühjahr 2018 lief sie für den Designer Rocco Barocco bei der Milan Fashion Week auf dem Laufsteg.
Am 28. Februar und 1. März 2018 veröffentlichte die italienische Tageszeitung Il Fatto Quotidiano in zwei Teilen ein Exklusiv-Interview mit ihr, das sie Asia Argento gegeben hatte.

## Filmografie
- 2018: Macho, Macht, Missbrauch – Der Fall des Harvey Weinstein